# Julio Bracamontes
Julio Jesús Bracamontes Jímenez (9 de septiembre de 1982, Guadalajara, Jalisco, México) es un futbolista mexicano retirado que jugaba en la posición de defensa central. Surgió de las fuerzas básicas del Club Deportivo Guadalajara y jugó con la filial Club Deportivo Tapatío. Participó en la Copa Mundial de Fútbol Sub-17 de 1999 con México, siendo titular en todos los encuentros.
Fue subcampeón de la Segunda División en la temporada Invierno 2001 con el Club Deportivo Tapatío, que caería derrotado por el Deportivo Cihuatlán.
Estudió la Licenciatura en Administración de Empresas en el Instituto Tecnológico y de Estudios Superiores de Monterrey, Campus Guadalajara, y jugó con los Borregos Salvajes en la liga CONADEIP.